# Wilhelm al VIII-lea de Hesse-Kassel

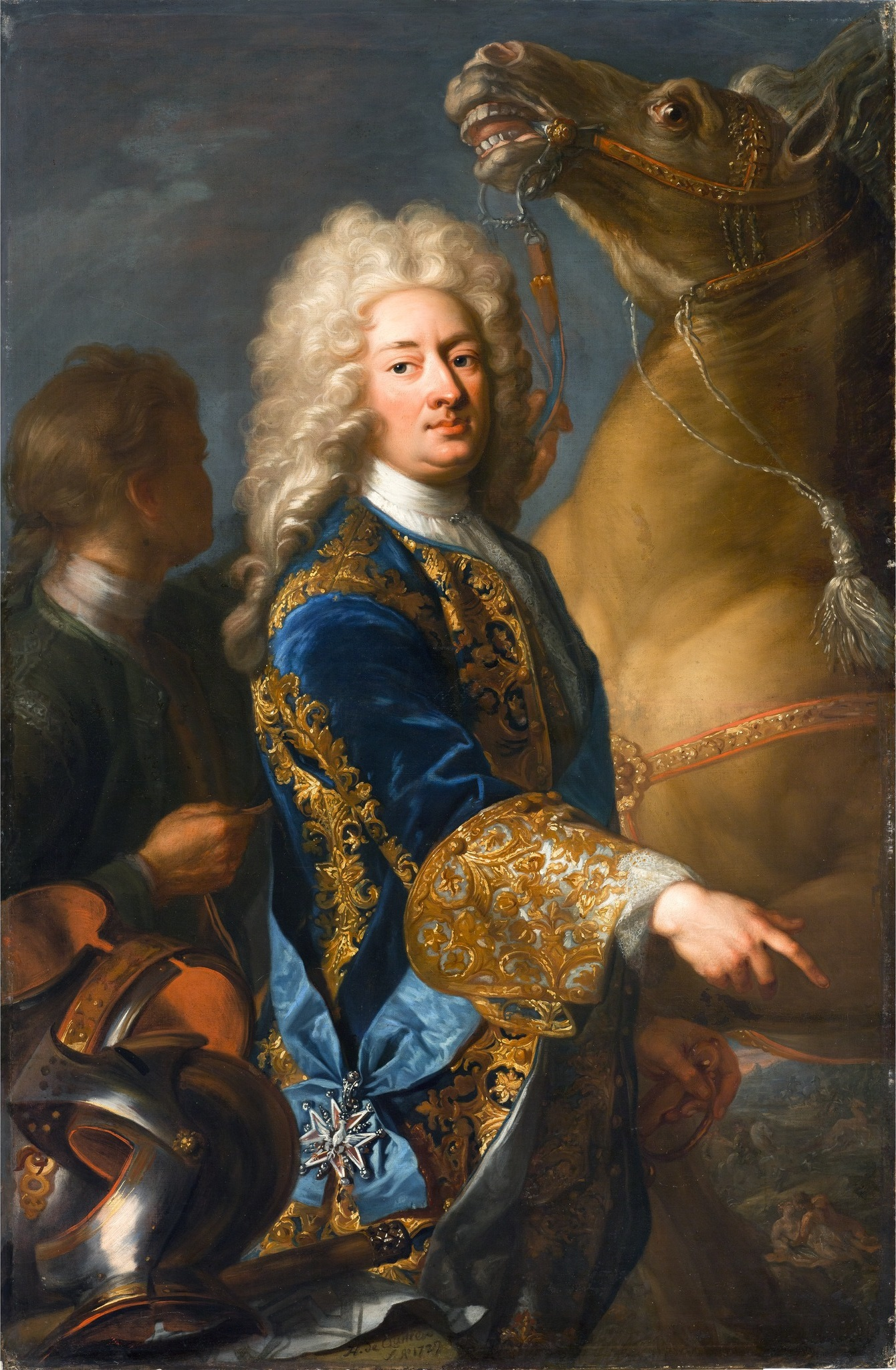
Wilhelm al VIII-lea, Landgraf de Hesse-Kassel

Wilhelm al VIII-lea (10 martie 1682 – 1 februarie 1760) a domnit ca Landgarf de Hesse-Kassel din 1730 până la moartea sa, prima dată ca regent (1730–1751) apoi ca landgraf (1751–1760).

## Biografie
Născut la Kassel, el a fost al șaptelea fiu al lui Karl I, Landgraf de Hesse-Kassel și a Maria Amalia de Courland. Cinci dintre frații lui mai mari au murit în copilărie, în momentul nașterii sale trăia un singur frate mai mare, Frederick. După ce Frederic a devenit rege al Suediei în 1720 și tatăl său a murit în 1730, el a devenit de facto conducător al Hesse-Kassel. După decesul fratelui său la 25 martie 1751 el a devenit oficial landgraf.
Când a început Războiul de Șapte Ani, Wilhelm s-a alăturat forțelor prusace și britanice. Hesse-Kassel a devenit un important câmp de luptă și a fost ocupat de Franța în mai multe rânduri.
Al doilea fiu al său și successor, Frederic, a devenit catolic, lucru care a condus la restricții privind catolicismul în teritoriul calvin și transferul principatului Hanau fiului lui Frederic, protestantul Wilhelm.
În timpul domniei sale, Wilhelm a început să construiască Palatul Wilhelmsthal și să colecteze picturi, inclusiv lucrări ale lui Rembrandt.
În 1717, Wilhelm s-a căsătorit cu Dorothea Wilhelmina (20 martie 1691 – 17 martie 1743), fiica cea mare a lui  Maurice Wilhelm, Duce de Saxa-Zeitz. Ei au avut trei copii: 
- Karl (21 august 1718 – 17 octombrie 1719)
- Frederic, succesorul său
- Maria Amalia (7 iulie 1721 – 19 noiembrie 1744).

Wilhelm a murit la Rinteln în 1760, la vârsta de 78 de ani.